# Porsche Design

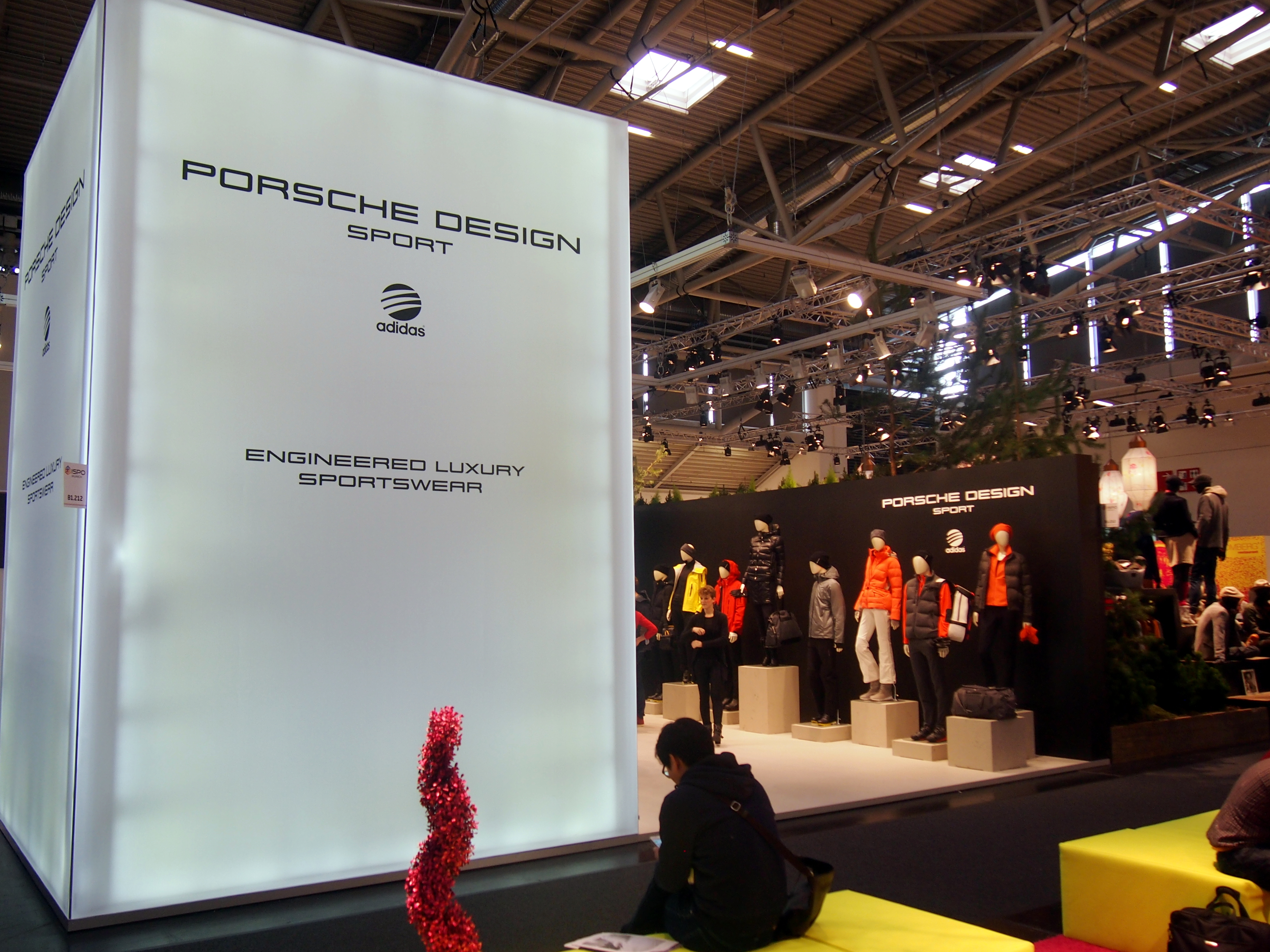
Porsche Design-Stand auf der ISPO München 2014

Porsche Design ist ein 1972 von Ferdinand Alexander Porsche gegründetes Produktdesign-Unternehmen.

## Geschichte
1972 gründete Ferdinand Alexander Porsche – Sohn von Ferry Porsche, Enkel von Ferdinand Porsche und Cousin von Ferdinand Piëch – nach dem damaligen Ausschluss der Familienmitglieder aus allen wichtigen Positionen bei Porsche in Stuttgart seine eigene Firma, das Porsche Design Studio. Bereits 1974 siedelte er mit seinem Unternehmen nach Zell am See in Österreich über, wo er bereits als Kind auf dem Schüttgut, dem Stammsitz der Familien Porsche-Piëch, einige Jahre gelebt hatte.
2003 verkaufte F. A. Porsche Anteile seines bislang unabhängigen Designlabels Porsche Design an eine Tochtergesellschaft der Porsche AG. Damit endete ein Kapitel in der Markengeschichte von Porsche. Seitdem besteht auch ein wirtschaftlicher Zusammenhang zwischen Porsche-Design-Produkten und dem Sportwagenhersteller. Zur Porsche Lifestyle Group (Porsche Lifestyle GmbH & Co. KG) mit Sitz in Ludwigsburg gehört seither als Tochtergesellschaft der Porsche AG Studio F. A. Porsche in Zell am See, welches auch für Fremdfirmen tätig ist, und damit die Marken Porsche Design und Porsche Lifestyle (bis Dezember 2021 Porsche Driver’s Selection). Für die Länder USA, China, Großbritannien, Frankreich und Italien bestehen eigene Porsche Design Regionalgesellschaften. Geschäftsführer des Studio F. A. Porsche ist seit 2004 der ehemalige Porsche-Designer Roland Heiler. Ferdinand Alexander Porsche war seither Ehrenvorsitzender des Beirats des Studio F. A. Porsche.
2015 änderte das Porsche Design Studio seinen Namen in Studio F. A. Porsche in Erinnerung an seinen 2012 verstorbenen Gründer Ferdinand Alexander Porsche. Es hat seinen Sitz seit 1974 in Zell am See in Österreich. 
Seit 2003 gehört Studio F. A. Porsche zur Porsche Design Group (Porsche Lizenz- und Handelsgesellschaft mbH & Co. KG) mit Sitz in Ludwigsburg (bis Frühjahr 2014 in Bietigheim-Bissingen), die wiederum eine 100-prozentige Tochtergesellschaft der Porsche AG mit Sitz in Stuttgart ist.
Im April 2017 übernahm die Porsche AG die verbleibenden 35 Prozent der Anteile an der Porsche Lifestyle GmbH & Co. KG (Porsche Design Group) von einer Beteiligungsgesellschaft der Familie Porsche mit dem Ziel, die Lifestyle-Aktivitäten von Porsche Design enger mit dem Automobilgeschäft zu verzahnen. 65 Prozent der Anteile waren bereits zuvor in Händen des Stuttgarter Sportwagenherstellers. Die Porsche Lifestyle GmbH & Co. KG ist seitdem eine 100-prozentige Tochtergesellschaft der Porsche AG.
Im Januar 2022 wurde aus der Porsche Lizenz- und Handelsgesellschaft mbH & Co. KG (Porsche Design Group) die Porsche Lifestyle GmbH & Co. KG (Porsche Lifestyle Group).

## Studio F. A. Porsche

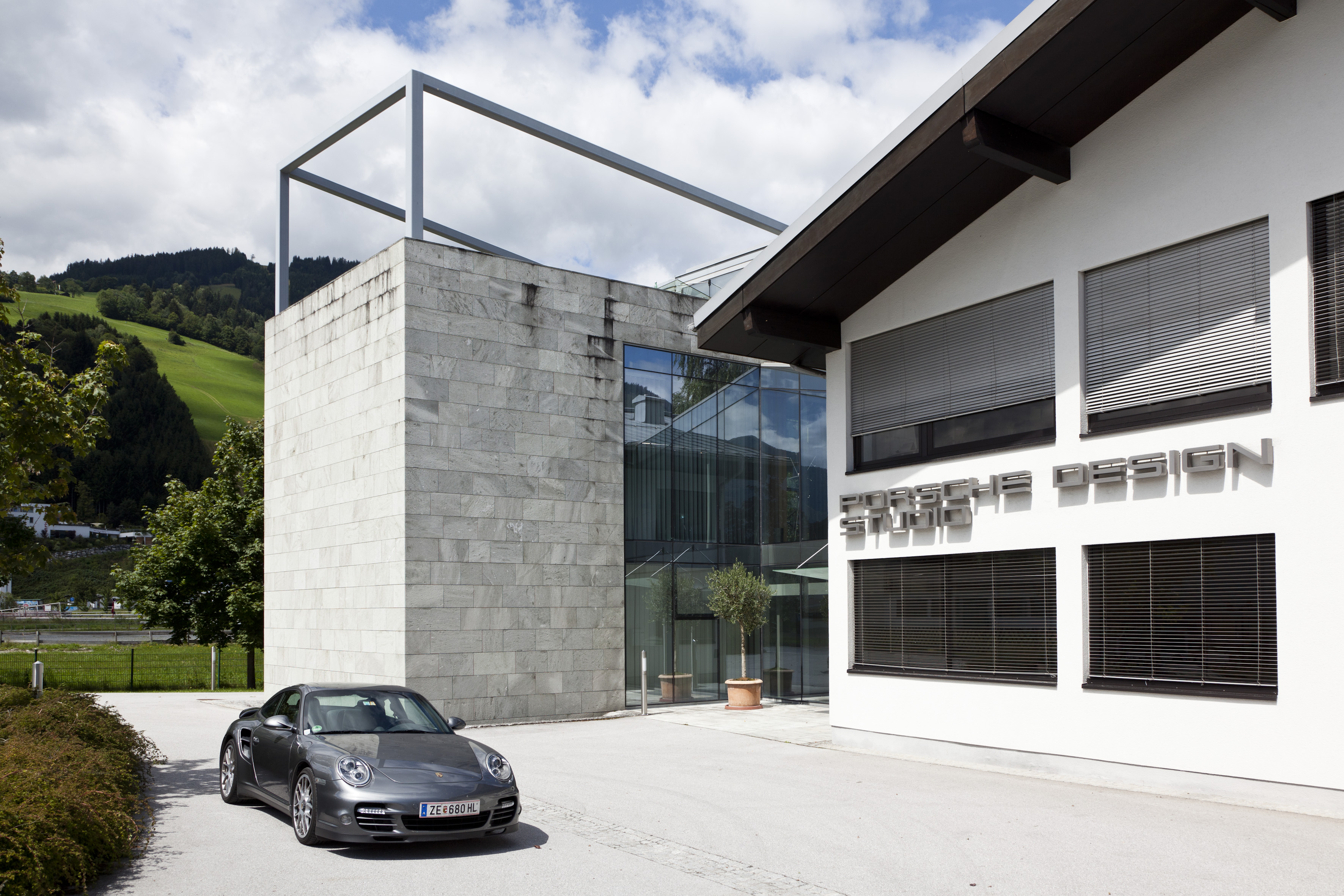
Studio F. A. Porsche, Zell am See

Im Studio F. A. Porsche werden Produkte entworfen und entwickelt, die von anderen Firmen als Lizenzvergabe hergestellt und unter dem eigenen Markennamen verkauft werden. Vertrieben werden die Produkte weltweit über Porsche Design Geschäfte (eigene und Franchise-Geschäfte), Shops-in-Shop, bessere Warenhäuser und den gehobenen Fachhandel.
Das Design-Studio vermarktete unter dem Namen Design by Studio F. A. Porsche, meist in Zusammenarbeit mit führenden Herstellen, seit Mitte der 1970er Jahre „eine Vielzahl an Industrieprodukten, Haushaltsgeräten und Gebrauchsgütern“. Gleichzeitig bestand unter dem Namen Porsche Design eine auf männliche Kunden ausgerichtete eigene Accessoires-Produktpalette (Uhren, Brillen, Schreibgeräte, Küchen (by Poggenpohl) etc.) im oberen Preissegment. Davon zunächst unabhängig gab es seit den 1950er Jahren, meist auf individuelle Fahrzeugmodelle bezogen, die Accessoires-Kollektion des Sportwagenherstellers Porsche, gedacht für Porschefahrer und Freunde der Automarke. 1994 wurde diese Kollektion Porsche Selection getauft. Seit 2004 heißt sie Porsche Design Driver’s Selection, um sie von den übrigen Porsche Design Artikeln abzugrenzen.
1995 übernahm die Firma Porsche Design die Schweizer Uhrenfirma Eterna SA in Grenchen. Jetzt wird dort u. a. die Porsche-Design-Uhrenkollektion hergestellt, nachdem Ende 1997 der Vertrag mit der IWC auslief. Das erste Produkt der eigenen Uhrenproduktion ist eine Neuauflage des Chrono I in der ursprünglichen Gehäuseform mit Valjoux-7750-Werk.

## Produkte
- Bekleidung und Schuhe (P'1000); hochpreisige Lederbekleidung- und Sportswearkollektion (seit 2005, hauptsächlich für Herren, mit kleiner Kollektion für Damen). Der Blazer P'1140 wurde 2012 vom red dot design award ausgezeichnet.[8]

- Gepäck (P'2000); Koffer, Aktentaschen, Reisetaschen etc.
- Accessoires (P'3000); Schreibgeräte, Düfte, Kleinlederwaren (Geldbörsen etc.), Schmuck (Manschettenknöpfe), Zigarrenzubehör, Tabakspfeifen (darunter die berühmte Pfeife mit den an die Zylinder eines luftgekühlten Motors erinnernden Kühlrippen), Feuerzeuge, Taschenmesser
- Sport (P'5000); Kooperation mit adidas unter dem Namen Porsche Design Sport mit Bekleidung, Schuhen und Accessoires für die Bereiche Golf, Tennis, Wassersport/Schneesport, Laufsport/Fitness und Fahrsport
- Uhren (P'6000)
  - der Chrono I, dessen Gestaltung noch in der Zeit bei Porsche begonnen wurde und als Accessoire für Porsche-Fahrer gedacht war. Er wurde von Orfina S.A. in Grenchen hergestellt und kam 1973 auf den Markt. Zusätzlich zu der ursprünglichen Version mit matt schwarz verchromtem Gehäuse und Band aus rostfreiem Stahl wurde später eine Version mit glasperlgestrahltem Gehäuse und Band aus rostfreiem Stahl angeboten. Anfangs wurde das Kaliber Valjoux 7750 verwendet, später das Lemania 5100. Die Ausführung mit dem für militärische Zwecke sehr beliebten Lemania-Werk wurde zudem in Sonderausführungen für diverse Streitkräfte hergestellt, mit jeweils veränderter Zifferblatt- und Lunettenaufschrift und andersfarbig beschichtetem Gehäuse.
  - die Kompassuhr, die erste aus der 1978 begonnenen und 20 Jahre dauernden Zusammenarbeit mit IWC (International Watch Company) in Schaffhausen stammende Uhr. Bei ihr wurden ein antimagnetisches Automatikwerk mit einem Kompass kombiniert. Der Kompass war im Gehäuseunterteil drehbar gelagert und war zudem herausnehmbar. Das Uhrwerk war im Gehäuseoberteil untergebracht, das über ein Scharnier mit dem Unterteil verbunden war und somit hochgeklappt werden konnte. Gehäuse und Band waren aus Aluminium und schwarz harteloxiert. Später gab es noch Versionen mit NATO-oliv eloxiertem Gehäuse und Band und ab zirka Mitte der 1990er Jahre eine Version aus Titan. Das Band konnte an der Schließe aufgetrennt werden. Damit konnte man die exakt 5 mm breiten Bandglieder als Maßstab auf Karten verwenden.
  - der Titanchronograph 1980, die erste Armbanduhr mit Gehäuse und Band aus Titan. IWC hatte für diese Uhr wegen der besonderen Bearbeitungseigenschaften von Titan neue Produktionsmethoden entwickeln müssen. Das Gehäuse hatte eine zylindrische Grundform, in die die Drücker für den Chronographenmechanismus integriert waren. Auch hier kam das weitverbreitete ETA Valjoux 7750 zum Einsatz, das jedoch, wie bei IWC üblich, überarbeitet und verziert wurde.
  - der Chrono II, der ebenso wie der Titanchrono eine zylindrische Grundform mit integrierten Drückern hatte. Bei ihm bestand das Gehäuse aus Aluminium und das Band aus faserverstärktem Kunststoff.
  - die Ocean 2000, die mit IWC im Auftrag der deutschen Marine entwickelt wurde. Ihr Gehäuse und das Band bestanden aus Titan. Sie war bis 2000 m Wassertiefe druckfest ausgelegt.
  - heutige Modelle basieren auf ETA-Uhrwerken.
  - die Huawei Watch Porsche Design als Smartwatch.
- Heimartikel (P'7000); Leuchten, Küchenmesser, Küchenmöbel
  - Multihammer P7911; Bohrhammer im Porsche Design in Zusammenarbeit mit dem Werkzeughersteller Metabo[9]
- Brillen (P'8000); Erhältlich sind Korrektionsfassungen, Lesebrillen und Sonnenbrillen. 
  - Bekannt ist das Modell P'8478 mit den tropfenförmigen Gläsern und dem Schnellverschluss zum Wechsel der Gläser, das erstmals 1978 vorgestellt wurde. Zum 40-jährigen Unternehmensjubiläum 2012 wurde eine Sonderedition P'8478 40Y in limitierter Auflage herausgebracht.
  - 1979 wurde die sogenannte „Yoko Ono“ P'8479 aus Beta-Titan eingeführt, die von Yoko Ono auf diversen LP- und Magazincovern getragen wurde.
  - Die 1980 präsentierte Pilotenbrille P'8480 aus Titan lässt sich mit wenigen Handgriffen auf sechs mal sechs Zentimeter zusammenfalten und ist dank des Materials besonders leicht und korrosionsbeständig.
  - 2006 wurde die P'8418 als erste Wechselglas-Sonnenbrille mit selbstfixierenden Gläsern auf den Markt gebracht.
  - Eine der von Porsches Designstudio entworfenen Brillen hatte beispielsweise ihre Form, weil sie aus Titan gegossen werden sollte und dem Gießprozess bei der Form natürlich Rechnung getragen werden musste. Sie wurde später nicht in Titan hergestellt, behielt aber die darauf abgestimmte Form.
  - Die erste Sonnenbrille aus einem Stück Titan gefraest wurde 2010 vorgestellt.
  - 2012 wurde eine auf 1.972 Stück limitierte Sammlerbox „40 Years of Innovation“ mit vier Highlightmodellen aus sandgestrahltem Titan, angelegt an die Designikonen aus den Jahren 1978, 1980, 2006 und 2010, aufgelegt.
  - Mit dem Verkauf des Brillenfassungsgeschäfts von Rodenstock an De Rigo wechselte auch die Markenlizenz der Porsche-Design-Brillen den Eigentümer.[10]
- Elektroartikel (P'9000)
  - Telefon 2001: analoges Telefon mit drehbarem Tastenfeld und umfangreichen Komfortfunktionen; vorgestellt 1989 und vertrieben von der Bundespost, später der Deutschen Telekom bis in die 1990er Jahre
  - mehrere Handymodelle (Blackberry & Huawei)

## Cobranding

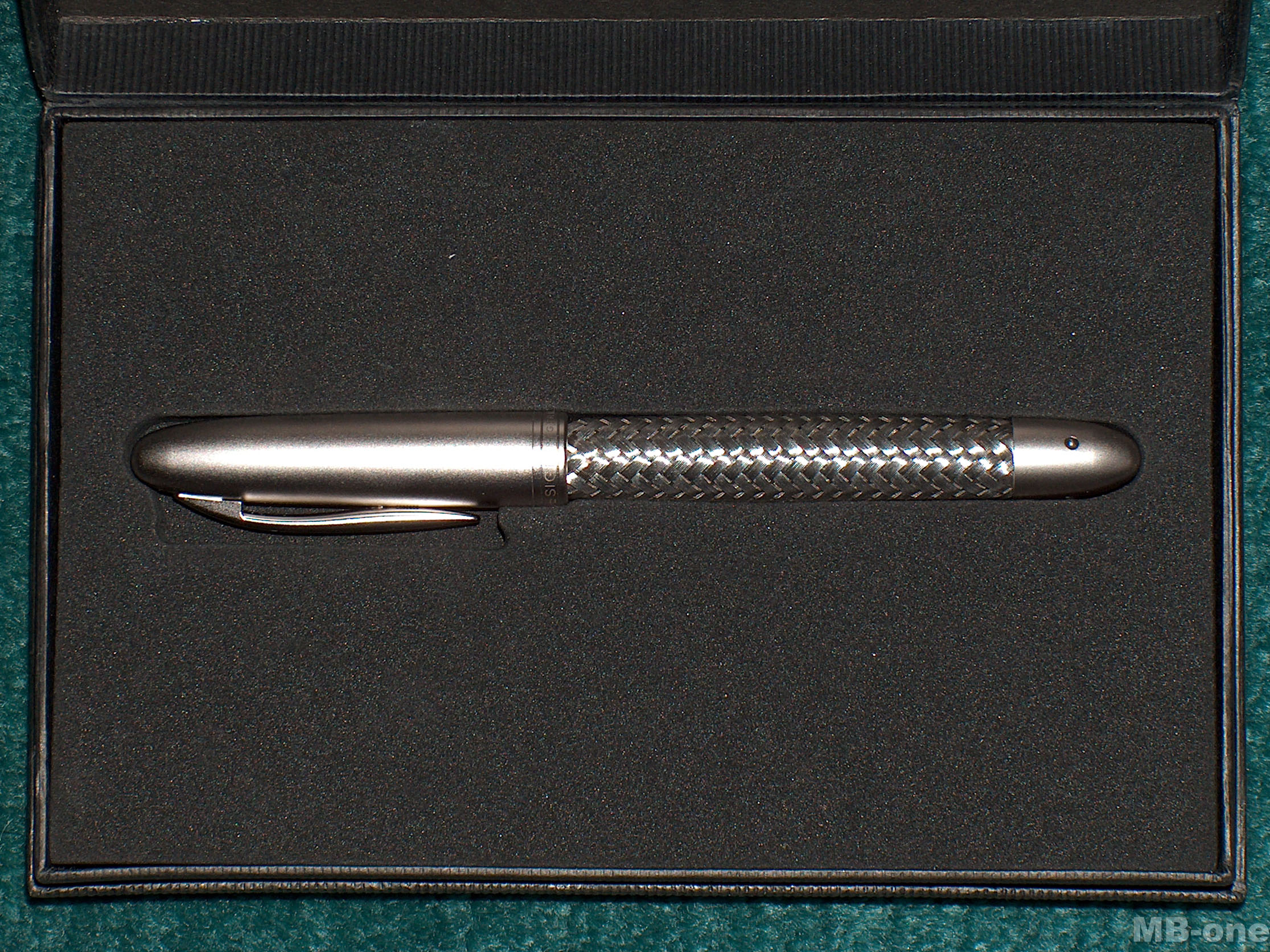
Tintenroller P'3110

Weiterhin wurden und werden im Auftrag namhafter Kunden Produkte gestaltet. Diese werden auch als Porsche-Design-Produkte (P'XXXX) verkauft, tragen aber einen Hinweis auf die Herstellerfirma (bspw. Adidas, Faber-Castell etc.):
- Porsche Design Sport; in verschiedene Sportarten untergliederte Kooperation mit adidas für sportliche Kleidung, Sportschuhe und Accessoires
- Fernseher für Grundig
- Telefone für die Deutsche Bundespost und Samsung und Huawei
- Fotoapparate für Samsung, Rollei und Fuji
- Küchenmesser und Zubehör für Chroma Cnife
- Computer- und Bildschirme für VPR Matrix und Samsung
- Computerzubehör (externe Festplatten und DVD-Brenner) für LaCie
- Schreibtischleuchten und Zimmerbeleuchtung für diverse Hersteller aus Deutschland, Italien und Spanien
- Schreibgeräte, die von Faber-Castell hergestellt werden
- einen Flügel für Bösendorfer
- Küchen für Poggenpohl
- Küchengeräte für Siemens
- Laserdrucker für Kyocera Document Solutions (s/w Modelle FS-1000[11], FS-1000+[12] und FS-1010[13])
- Geldbörsen von Maitre (tragen im Knopf die Kennzeichnung des Herstellers).

Bei einigen Entwürfen wurde auch entweder gar kein Hinweis auf den Designer gegeben oder er wurde nur in der Produktwerbung erwähnt, z. B.:
- Fotoapparate für Contax und Leica
- Stylinganbauteile für Subaru

## Personentransport
Darüber hinaus machte sich F.A. Porsche immer wieder Gedanken zum Personentransport:
- Straßenbahnstudien (für Škoda)
- ein multifunktionales Autokonzept
- das Rennboot Kineo
- eine Motorradstudie
- diverse Fahrradentwürfe
- ein Surfbrett

## Auszeichnungen
- 1986 mit Goerz Electro GmbH: Staatspreis Design für A3 Graphik Plotter